# 普天站
普天站（韓語：보천역）是朝鮮民主主義人民共和國两江道普天郡的一個鐵路車站，属于普天线。

## 邻近车站
普天线
佳林站 - 普天站 - 棍杖德站